# Branches de marronnier en fleur
Branches de marronnier en fleur est un tableau de Vincent van Gogh (1853-1890) composé en mai 1890 à Auvers-sur-Oise et conservé à la fondation Bührle de Zurich en Suisse.

## Histoire
Vincent van Gogh arrive le 20 mai 1890 à Auvers-sur-Oise (à trente-cinq kilomètres au nord-ouest de Paris) pour se faire suivre par le docteur Gachet, ami des artistes et spécialiste des maladies nerveuses. Cette ultime période de la vie de l'artiste (qui meurt le 29 juillet 1890) est la plus féconde, puisqu'il réalise plus de soixante-dix œuvres. À la mort de Van Gogh, cette nature morte demeura dans la famille du docteur Gachet, puis elle appartint à une collection privée berlinoise pendant plus de quarante ans jusquà son achat par Emil Bührle en 1951.
Ce tableau est l'un des quatre  qui ont été dérobés à la fondation Bührle le 10 février 2008. Il a été retrouvé neuf jours plus tard sur le siège arrière d'une automobile garée à Zurich, avec un autre tableau volé (Les Coquelicots près de Vétheuil de Claude Monet) et il a été restitué à la fondation sans avoir été endommagé. Les deux autres tableaux non retrouvés sont Le Comte Lepic et ses filles d'Edgar Degas (1871) et Le Garçon au gilet rouge de Paul Cézanne (1888). Ils sont retrouvés par la police serbe en avril 2012.
Cette toile a été présentée de mars à septembre 2017 dans le cadre de l'exposition Calme et Exaltation - Van Gogh dans la collection Bührle à la fondation Van Gogh d'Arles, avec sept autres tableaux de Van Gogh, dont Les Sarcleuses (1890).

## Description
Cette huile sur toile mesure 72 × 91 cm. Elle représente des branches placées à l'horizontale de marronnier en fleur, sur un fond bleu foncé, témoignant de la maturité artistique de Van Gogh. Cette œuvre est décrite par Jacob Baart de la Faille sous le numéro 820.